# Pelargonium appendiculatum
Pelargonium appendiculatum gehört zur Gattung Pelargonium innerhalb der  Familie der Storchschnabelgewächse (Geraniaceae). Die Art wurde erstmals von Linné im Jahr 1781 als Geranium appendiculatum beschrieben.

## Beschreibung

### Vegetative Merkmale
Die Art wächst mit verzweigten Wurzelknollen und zahlreichen Vegetationspunkten als Geophyt und wird bis 30 Zentimeter hoch. Ältere Pflanzen bilden Gruppen mit bis zu 50 Zentimeter Durchmesser. Die gräulich grünen und gestielten Blätter sind unregelmäßig 2- bis 3-fach fiederschnittig, tief eingeschnitten und dicht zottig-haarig mit drüsigen Haaren besetzt. Die Spreite ist vom Umriss her elliptisch bis eiförmig ausgebildet. Die großen, sehr auffälligen und rhombisch oder ohrenförmig geformten Nebenblätter sind steif, ausgebreitet und auf zwei Drittel ihrer Länge mit den Blattstielen verwachsen.

### Generative Merkmale
Der Blütenstand ist in 1 bis 3 Teilblütenstände verzweigt. Diese tragen jeweils 8 bis 15 Einzelblüten. Der Blütenbecher ist lang. Von den fünf blassgelben Kronblätter sind die oberen zwei spatelig und haben einen kleinen blass rosafarbenen oder dunkelroten Flecken im Zentrum. Die drei unteren sind zungenförmig ausgebildet. Es sind fünf, unterschiedlich lange, fertile Staubblätter vorhanden. Der Pollen ist orange gefärbt.

### Chromosomenzahl
Die Chromosomenzahl beträgt 2n = 22.

## Vorkommen
Pelargonium appendiculatum kommt aus der südafrikanischen Provinz Westkap.

## Taxonomie
Die Erstbeschreibung als Geranium appendiculatum erfolgte 1781 durch Carl von Linné dem Jüngeren. Carl Ludwig Willdenow stellte die Art 1800 in die Gattung Pelargonium. Synonyme sind Hoarea appendiculata (L. f.) Ecklon & Zeyher (1835) und Geraniospermum appendiculatum (L. f.) Kuntze (1891). 
Sie gehört zur Sektion Ligularia Harv. Sie wird in der Roten Liste der gefährdeten Pflanzenarten Südafrikas als „Endangered“ = „vom Aussterben bedroht“ bewertet.

## Nachweise